# 볼데드
볼데드(Ball Dead)란 야구 경기에서 정해진 규칙이나 심판원의 타임 선언에 따라 모든 플레이가 중지된 상태나 시간을 말한다. 볼 인 플레이(Ball In Play)와 반대되는 용어이다.

## 볼데드가 일어나는 상황
- 몸에 맞는 볼 상황이거나, 공이 득점하려고 하는 주자에 닿을 경우
- 주심이 포수의 송구를 방해하거나, 루심이 야수의 송구를 방해했을 경우
- 투수가 보크 행위를 하거나, 타자가 반칙타구 행위를 했을 경우
- 파울 볼이 잡히지 않을 경우
- 투수와 내야수에 닿지 않은 타구에 페어지역에서 주자나 심판원이 맞는 경우(주자가 맞는 경우 수비방해로 아웃,심판이 맞는 경우 내야안타)
- 공이 포수나 심판원의 마스크, 야수의 글러브 틈새 등 용구에 끼일 경우 (펜스나 철망에 끼이는 경우도 포함)
- 심판원이 타임을 선언했을 경우
- 송구가 관중석이나 덕아웃으로 들어간 경우(안전진루권)

## 볼데드가 일어났을 시
볼카운트가 올라가지 않으며(노 스트라이크 또는 1 스트라이크 상황에서의 파울은 제외), 타자의 아웃이나 주자의 진루, 귀루, 득점이 불가능하다. (안전진루권 확보의 경우 제외)

## 볼데드 상황 이후 경기의 재개
볼데드 선언 이후 투수가 공을 가지고 투수판에 설 경우, 주심은 플레이를 재개할 수 있다.

## 같이 보기
- 데드볼 시대
- 축구 용어 목록
- 세트피스